# 로랑 드 구비옹 생시르
로랑 드 구비옹 생시르, 초대 구비옹 생시르 후작(프랑스어: Laurent de Gouvion Saint-Cyr, 1st Marquis of Gouvion-Saint-Cyr; 1764년 4월 13일 – 1830년 3월 17일)은 프랑스 혁명 전쟁과 나폴레옹 전쟁에서 제국 원수의 지위에 오른 프랑스군 사령관이었다. 그는 나폴레옹의 가장 뛰어난 방어전 지휘관으로 여겨진다.

## 생애

### 초기사
그는 세 주교구(현 뫼르트에모젤)의 툴에서 로랑 구비옹으로 태어났으며, 무두질 장인 장바티스트 구비옹과 그의 아내 안느 마리 메르시에의 장남이다. 그는 어린 나이에 자신을 버린 어머니의 이름을 따서 생시르라는 이름을 채택했다.
그는 18세에 회화를 공부하기 위해 로마로 건너가 1784년 파리로 돌아왔다. 이후에도 미술 공부를 계속했지만, 화가라는 직업을 받아들이지 않았다.
그는 안느 구비옹(툴, 1775년 11월 2일 - 파리, 1844년 6월 18일)과 결혼했고, 로랑 프랑수아, 구비옹 생시르의 후작(1815년 12월 30일 - 1904년 1월 30일)을 포함한 아들을 낳았다. 아들은 1847년 8월 17일 생부이즈에서 몬탈리베 백작 마르트 카미유 바샤송의 딸 마리 아델레이드 바샤송 드 몬탈리베(1828년 11월 5일 - 1880년 4월 14일)와 결혼했다.

### 혁명 전쟁
1792년 생시르는 자원 대대의 대위로 선발되어 퀴스틴 장군의 참모로 복무했다. 승진은 빠르게 이어졌고, 2년 만에 여단 셰프(소령), 여단장, 사단장으로 승진했다. 그는 1796년 라인 전역에서 장 빅토르 마리 모로 군대의 중앙 사단을 지휘하여 바이에른에서 라인강으로 유명한 퇴각을 도왔다.
1798년 그는 앙드레 마세나의 뒤를 이어 이탈리아 군대를 지휘하게 되었다. 다음 해에 그는 독일에서 싸우고 있는 장바티스트 주르당 군대의 좌익을 지휘했다. 주르당이 마세나에 의해 계승되자 그는 이탈리아의 모로 군대에 합류하여 노비 전투의 패배에 따른 큰 어려움에 직면하여 두각을 나타냈다. 모로는 정의롭고, 부패하지 않음으로 인해 생시르를 싫어했다. 곧 생시르가 “나쁜 침대 친구”라는 소문이 퍼졌다. 모로는 또한 네 장군과 다부 장군이 전투 후 그의 지원에 대해 자주 감사를 표했지만, 그의 형제 장군을 지원하지 않았다고 비난했다. 1800년 모로가 라인군 사령관으로 임명되자 생시르는 그의 중위로 임명되었으며, 5월 9일 비베라흐에서 크레이 장군을 물리쳤다. 그러나 그는 지휘관과 사이가 좋지 않았고 캠페인의 첫 번째 작전이 끝난 후 프랑스에서 은퇴했다.
1801년 생시르는 포르투갈 침공을 위한 군대를 지휘하기 위해 스페인으로 파견되었으며(오렌지 전쟁 참조) 레지옹 도뇌르 훈장의 대장교로 임명되었다. 얼마 후 포르투갈과 평화 조약이 체결되자 그는 뤼시앵 보나파르트의 뒤를 이어 마드리드 주재 대사가 되었다.

### 나폴레옹 전쟁
생시르는 실용주의와 영광의 시대에 금욕주의자였다. 그가 제국의 탄생을 축하하는 선언문에 서명하는 것을 거부함으로써 그의 이름은 나폴레옹 원수의 첫 번째 목록에 포함되지 않았고, 장 란느, 장바티스트 베시에르, 장 드 디외 술트와 같은 지휘관들은 독립적인 지휘 경험이 없는 사람도 포함되었다. 평생 동안 생시르는 나폴레옹이 단지 자신을 욕되게 하기 위해 의도적으로 군대를 거부했다고 믿었다. 1803년에 그는 이탈리아에서 육군 군단의 사령관으로 임명되었다. 1805년에는 마세나 휘하에서 뛰어난 활약을 펼쳤고, 1806년에는 프랑스의 나폴리 침공에 참전했다. 그가 나폴리에서의 치료에 항의하기 위해 파리로 돌아왔을 때, 나폴레옹은 그를 죽음의 고통에 대한 그의 직책으로 돌려보냈다. 그는 1807년 프로이센과 폴란드 전역에 참가했고, 1808년 백작이 되어 카탈루냐에서 군단을 지휘했다. 그러나 그는 파리에서 받은 특정 명령을 따르기를 원하지 않아 사임하고 1811년까지 불명예를 안았다.
그는 첫 번째 원수 목록에서 제외된 여전히 사단장이었다. 러시아 전역이 시작되자 생시르는 6군단의 지휘를 받았고, 1812년 8월 18일 폴로츠크에서 러시아군을 물리치고 원수로 임명되었다. 바클레이 드 톨리 휘하의 러시아군은 모스크바로 후퇴하면서 모든 것을 불태우고 근처 스몰렌스크를 불태웠다. 그러나 다우가바강 유역의 폴로츠크에서 승리하기 직전에 우디노가 부상을 입었고, 생시르가 그의 지휘를 맡았다.
1812년 10월 생시르는 폴로츠크에서 쫓겨났다. 그는 일반 퇴각 중 한 전투에서 중상을 입었다. 생시르는 드레스덴 전투 (1813년 8월 26~27일)와 라이프치히 전투 이후 연합군에 대한 도시 방어에서 두각을 나타냈으며, 나폴레옹이 라인강으로 후퇴한 11월 11일에만 항복했다. 그해, 나폴레옹이 생시르는 모든 마샬레이트에서 상대가 되지 않으며, 수비에서 나폴레옹 자신과 동등하다고 찬사를 하면서 황제와 생시르의 관계가 따뜻해졌다. 지휘봉을 받던 날 아내에게 장문의 편지를 썼고, 성격에 맞게 승진을 위해 한 줄만 썼다.

## 말년
부르봉 왕정복고 기간 동안 생시르는 프랑스의 대귀족제로 창설되었으며, 1815년 7월에는 전쟁 장관으로 임명되었지만, 다음해 11월에 그의 직책을 사임했다. 이 임기 동안 그는 4명의 다른 나폴레옹 원수들로 구성된 배심원단을 제공함으로써 오랜 친구이자 동료 원수인 미셸 네를 도우려고 했지만, 몽세 원수가 그 자리에 앉는 것조차 거부하자 수치를 당했다. 1817년 6월에 그는 해양장관으로 임명되어 전쟁 장관직을 재개하기 위한 구실로 9월에 수행했으며 1819년 11월까지 계속 전역했다. 이 기간 동안 그는 특히 군대를 왕국군이 아니라 국군으로 만드는 것 같은 조치와 관련하여 많은 개혁을 시작했다. 그는 제국의 참전용사들의 권익을 수호하기 위해 노력했고, 참모부를 조직하고, 군법과 연금 규정을 개정했다. 그는 1817년에 후작이 되었다. 생시르는 1830년 3월 17일 프랑스 남동부의 도시인 이에르에서 사망했다.

## 문학
생시르 원수는 조지프 콘래드의 단편 소설 《더 듀얼》(The Duel), 또한 리들리 스콧의 영화 각색 〈결투자들〉에서 루이 18세를 프랑스의 왕으로 두 번째이자 최종적으로 복고시킨 후 아만드 듀베르의 사령관으로 언급된다.